# Чупира Мокрина Дем'янівна
Мокрина Дем'янівна Чупира (?, тепер Вінницька область — ?) — українська радянська діячка, ланкова колгоспу імені Орджонікідзе села Демидівки Жмеринського району Вінницької області. Депутат Верховної Ради СРСР 2-го скликання.

## Життєпис
Народилася в селянській родині. Працювала в колгоспі.
З 1944 року — ланкова колгоспу імені Орджонікідзе села Демидівки Жмеринського району Вінницької області.